# Halmopota mediterraneus
Halmopota mediterraneus is een vliegensoort uit de familie van de oevervliegen (Ephydridae). De wetenschappelijke naam van de soort is voor het eerst geldig gepubliceerd in 1860 door Loew.